# اچ‌ام‌اس پتارد (۱۹۱۶)
اچ‌ام‌اس پتارد (۱۹۱۶) (به انگلیسی: HMS Petard (1916)) یک کشتی بود که طول آن ۲۶۹ فوت (۸۲ متر) بود. این کشتی در سال ۱۹۱۶ ساخته شد.